# Podsreda
Podsreda (IPA: [pɔtˈsreːda]) falu Szlovéniában, Kozje községben, a horvát határ közelében, Alsó-Stájerország történelmi tájegységében.
Vasárnaponta megrendezett piacáról és a falu feletti hasonnevű várkastélyról ismert.
A Keresztelő Szent Jánosról elnevezett katolikus templom 1802 és 1810 között épült, a celjei egyházmegyéhez tartozik.
A várkastély 1150 körül épült, a településtől délre található. Szlovénia valószínűleg legjobb állapotban fennmaradt román stílusú világi építménye. Tipikus 12. századi lakótoronyból, román stílusú kápolnából és két szárnyépületből áll. A várépületben kiállítás található, melyet belépőjeggyel lehet megtekinteni, de az épület és a várfal közötti udvar, ahonnan szép kilátás nyílik a környező tájra, nyitvatartási időben szabadon látogatható.
Podsredában töltötte a gyermekkorát Josip Broz Tito.